# Džengis Čavušević
Džengis Čavušević (Lubiana, 26 novembre 1987) è un allenatore di calcio ed ex calciatore sloveno, di ruolo attaccante.

## Palmarès

### Club
- Campionato sloveno: 2

Domzale: 2006-2007, 2007-2008